# Biskupice (Łódź)
Pour les articles homonymes, voir Biskupice.
Biskupice est une localité polonaise de la gmina et du powiat de Sieradz en voïvodie de Łódź.